# Mycologia
Mycologia (ISSN 0027-5514) — американский микологический журнал для публикации научных исследований в различных областях науки о грибах. Каждый месяц издаются два выпуска.

## История
Журнал Mycologia основан в 1885 году. Первоначально назывался Journal of Mycology (с 1885 по 1908), затем был объединён с Mycological Bulletin (с 1903 по 1908). Под названием Mycologia впервые был издан Уильямом Меррилом и Нью-Йоркским ботаническим садом в 1908 году.
С 2009 года главный редактор журнала — Джеффри К. Стоун, профессор Университета штата Орегон.

## Описание
В журнале публикуются научные статьи по морфологии, физиологии, биохимии, цитологии, эволюции, экологии, патологии, таксономии и генетике грибов и лишайников, а также критические статьи и новостные статьи по микологии.

## ISSN
- ISSN 0027-5514 (print)
- eISSN: 1557-2536

## Список главных редакторов
- У. А. Меррил (1909—1924)
- Ф. Дж. Сивер (1924—1932)
- Г. М. Фицпатрик (1933)
- Дж. А. Стивенсон (1933—1934)
- Ф. А. Вулф (1934—1935)
- Г. Р. Бизби (1935—1936)
- А. Х. Смит (1945—1950)
- Дж. У. Мартин (1951—1957)
- Д. Ф. Роджерс (1958—1960)
- К. Т. Роджерсон (1960—1965)
- Р. У. Лихтвардт (1966—1970)
- Р. К. Бенджамин (1971—1975)
- М. Э. Барр Бигелоу (1976—1980)
- Т. У. Джонсон (1981—1985)
- Р. Х. Питерсен (1986—1990)
- Д. Дж. Маклафлин (1991—1995)
- Д. Х. Гриффин (1996—2000)
- Дж. У. Беннетт[англ.] (2001—2004)
- Д. Нэтвиг (2004—2009)
- Дж. К. Стоун (с 2009)